# Politeama (Salvador)
 Politeama é um bairro de Salvador, Bahia, Brasil.
Possui um calçadão onde são feitas apresentações musicais. No bairro está localizada a Fundação Instituto Feminino.